# Europejska Konfederacja Związków Zawodowych

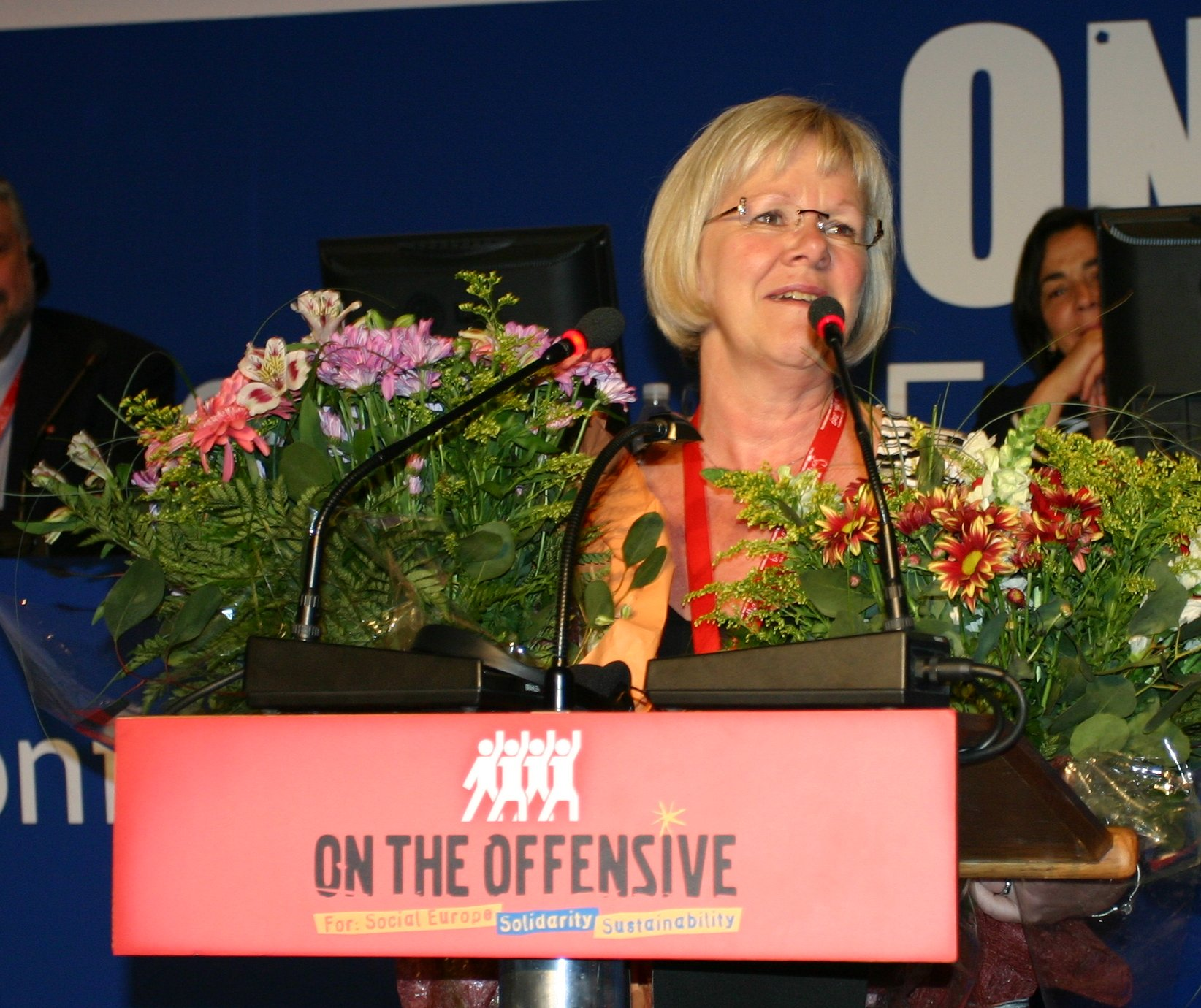
Wanja Lundby-Wedin, b. prezydent Europejskiej Konfederacji Związków Zawodowych (2007-2011)

Europejska Konfederacja Związków Zawodowych (ang. European Trade Union Confederation, ETUC) – europejskie zrzeszenie związków zawodowych, utworzone celem pogłębienia integracji europejskiego ruchu związkowego. 

## Struktura konfederacji
- Europejski Instytut Związków Zawodowych (European Trade Union Institute); ETUI-REHS zostało powołane w kwietniu 2005 przez połączenie trzech komórek: powołanego w 1976 Europejskiego Instytutu Związków Zawodowych (European Trade Union Confederation – ETUI), w 1987 Europejskiej Szkoły Związków Zawodowych (European Trade Union College – ETUCO) oraz Biura Technicznego Związków Zawodowych (Trade Union Technical Bureau – TUTB). ETUI-REHS zmieniło nazwę na ETUI w październiku 2008.
  - Centrum Dokumentacji (Documentation Centre), zał. w 2007
- Agencja Rozwoju Społecznego (Social Development Agency), zał. w 2004

## Organizacje członkowskie z Polski
- Forum Związków Zawodowych
- NSZZ Solidarność
- OPZZ